# Mandevilla anceps
Mandevilla anceps är en oleanderväxtart som beskrevs av R. E. Woodson. Mandevilla anceps ingår i släktet Mandevilla och familjen oleanderväxter. Inga underarter finns listade i Catalogue of Life.